# Resident Evil (videójáték-sorozat)
A Resident Evil, Japánban Biohazard (バイオハザード; Hepburn: Baiohazādo) egy japán média-franchise, ami az ugyanazon című túlélőhorror-videójáték-sorozattal indult el.
Később filmadaptációk, könyvek, képregények, akciófigurák is készültek a sorozat és szereplői alapján. A játékokat a Capcom fejlesztette és Mikami Sindzsi tervezte. A játékokra nagy hatással volt George A. Romero „Dead”-sorozata, az eredeti Alone in the Dark videójáték-sorozat és a Nintendo Entertainment Systemre írt Sweet Home.

## Videójátékok
| Játék teljes címe                                      | Dátum | Eredeti platformok                    | Adaptációk és újradolgozások                                                         |
| ------------------------------------------------------ | ----- | ------------------------------------- | ------------------------------------------------------------------------------------ |
| Resident Evil                                          | 1996  | PlayStation                           | Windows                                                                              |
| Resident Evil: Director's Cut                          | 1997  | PlayStation                           | Windows, Sega Saturn, mobiltelefon, Game Boy Color, PSN                              |
| Resident Evil 1.5                                      | 1997  | PlayStation                           | Windows                                                                              |
| Resident Evil 2                                        | 1998  | PlayStation                           | Windows, Game.com, Nintendo 64, Dreamcast, GameCube, mobiltelefon, PSN               |
| Resident Evil 3: Nemesis                               | 1999  | PlayStation                           | Windows, Dreamcast, GameCube, mobiltelefon, PSN                                      |
| Resident Evil – Code: Veronica                         | 2000  | Dreamcast                             | -                                                                                    |
| Resident Evil – Code: Veronica X                       | 2000  | GameCube                              | PlayStation 2                                                                        |
| Resident Evil: Survivor                                | 2000  | PlayStation                           | Windows (Ázsiában és Európában)                                                      |
| Resident Evil: Survivor 2 – Code: Veronica             | 2001  | játéktermi konzolgép                  | PlayStation 2                                                                        |
| Resident Evil Gaiden                                   | 2001  | Game Boy Color                        | -                                                                                    |
| Resident Evil: i-Survivor                              | 2001  | mobiltelefon                          | -                                                                                    |
| Resident Evil: Zombie Buster                           | 2001  | mobiltelefon                          | -                                                                                    |
| Resident Evil Assault: The Nightmare                   | 2002  | mobiltelefon                          | -                                                                                    |
| Resident Evil 0                                        | 2002  | GameCube                              | Wii                                                                                  |
| Resident Evil (Remake)                                 | 2002  | GameCube                              | -                                                                                    |
| Resident Evil – Code: Madman                           | 2002  | PlayStation 2                         | Windows                                                                              |
| Resident Evil: Survivor 3 – Stalker Crisis             | 2002  | PlayStation 2                         | -                                                                                    |
| Resident Evil: Survivor 4 – Dead Aim: Heroes Never Die | 2003  | PlayStation 2                         | -                                                                                    |
| Resident Evil – Outbreak                               | 2003  | PlayStation 2                         | -                                                                                    |
| Resident Evil – Outbreak: File #2                      | 2004  | PlayStation 2                         | -                                                                                    |
| Resident Evil: The Stories                             | 2004  | mobiltelefon                          | -                                                                                    |
| Resident Evil: The Missions                            | 2005  | mobiltelefon                          | -                                                                                    |
| Resident Evil 4                                        | 2005  | GameCube                              | Windows, Wii, PlayStation 2, PlayStation 3, mobiltelefon (Japánban), iPhone, Xbox360 |
| Resident Evil: Deadly Silence                          | 2006  | Nintendo DS                           | -                                                                                    |
| Resident Evil: Zombie Shooter                          | 2006  | mobiltelefon                          | -                                                                                    |
| Resident Evil – Confidential Report                    | 2006  | mobiltelefon                          | -                                                                                    |
| Resident Evil – Confidential Report: File #2           | 2006  | mobiltelefon                          | -                                                                                    |
| Resident Evil: The Episodes                            | 2006  | mobiltelefon                          | -                                                                                    |
| Resident Evil: The Operations                          | 2007  | mobiltelefon                          | -                                                                                    |
| Resident Evil: The Umbrella Chronicles                 | 2007  | Wii                                   | -                                                                                    |
| Resident Evil: Genesis                                 | 2008  | mobiltelefon                          | -                                                                                    |
| Resident Evil 5                                        | 2008  | PlayStation 3, Xbox 360               | Windows                                                                              |
| Resident Evil: Lost in Nightmares                      | 2008  | PlayStation 3, Xbox 360               | -                                                                                    |
| Resident Evil: Pachi-Slot                              | 2008  | játéktermi konzolgép                  | -                                                                                    |
| Resident Evil: Degeneration                            | 2008  | iPhone                                | -                                                                                    |
| Resident Evil – Outbreak Survive                       | 2009  | iPhone                                | -                                                                                    |
| Resident Evil: Uprising                                | 2009  | mobiltelefon                          | -                                                                                    |
| Resident Evil: Desperate Escape                        | 2009  | PlayStation 3, Xbox 360               | -                                                                                    |
| Resident Evil: Untold Stories                          | 2009  | PlayStation 3, Xbox 360               | -                                                                                    |
| Resident Evil: The Darkside Chronicles                 | 2009  | Wii                                   | -                                                                                    |
| Resident Evil: Archives – Resident Evil                | 2009  | Wii                                   | -                                                                                    |
| Resident Evil: Archives – Resident Evil Zero           | 2010  | Wii                                   | -                                                                                    |
| Resident Evil: Revelations                             | 2010  | Nintendo 3DS                          | Xbox LIVE, PSN, Nintendo eShop, Steam                                                |
| Resident Evil 5 – Gold Edition                         | 2010  | PlayStation 3, Xbox 360               | Xbox LIVE, PSN, Steam                                                                |
| Resident Evil Portable                                 | 2010  | PlayStation Portable                  | -                                                                                    |
| Resident Evil: Survival Door                           | 2010  | mobiltelefon                          | -                                                                                    |
| Resident Evil: Afterlife 3D – Movie Game               | 2010  | iPhone                                | -                                                                                    |
| Resident Evil: Mercenaries Vs.                         | 2011  | iPhone                                | -                                                                                    |
| Resident Evil: The Mercenaries 3D                      | 2011  | Nintendo 3DS                          | -                                                                                    |
| Resident Evil: Revival Selection                       | 2011  | PlayStation 3, Xbox 360               | -                                                                                    |
| Resident Evil: Operation Raccoon City                  | 2012  | PlayStation 3, Xbox 360               | Windows                                                                              |
| Resident Evil 6                                        | 2012  | PlayStation 3, Xbox 360, Windows      | -                                                                                    |
| Resident Evil – Street Invasion                        | 2012  | Windows                               | -                                                                                    |
| Resident Evil – Undead Unleashed                       | 2012  | Windows                               | -                                                                                    |
| Resident Evil: Clan Master                             | 2012  | Android, iPhone                       | -                                                                                    |
| Resident Evil: Team Survivor                           | 2013  | Android, iPhone                       | -                                                                                    |
| Resident Evil: Chronicles HD Collection                | 2013  | PlayStation 3                         | -                                                                                    |
| Resident Evil: Super Bundle                            | 2013  | PlayStation 3                         | -                                                                                    |
| Resident Evil – Crisis Evil                            | 2013  | Windows                               | -                                                                                    |
| Resident Evil – Crisis Evil 2                          | 2014  | Windows                               | -                                                                                    |
| Resident Evil – Kitchen                                | 2014  | Windows                               | -                                                                                    |
| Resident Evil – Raccoon City Contagion                 | 2014  | Windows                               | -                                                                                    |
| Resident Evil – Reborn                                 | 2014  | Windows                               | -                                                                                    |
| Resident Evil – HD Project                             | 2014  | Windows                               | -                                                                                    |
| Resident Evil: Revelations – Unveiled Edition          | 2014  | PlayStation 3, Xbox 360               | Windows, Switch                                                                      |
| Resident Evil: Revelations 2                           | 2015  | PlayStation 4, Xbox One               | PlayStation Vita, PlayStation 3, Xbox 360, Windows, Switch                           |
| Resident Evil (Remaster)                               | 2015  | PlayStation 4, Xbox One, Windows      | PlayStation 3, Xbox 360                                                              |
| Resident Evil 0 (Remaster)                             | 2016  | PlayStation 4, Xbox One, Windows      | PlayStation 3, Xbox 360                                                              |
| Resident Evil – Origins Collection                     | 2016  | PlayStation 4, Xbox One, Windows      | -                                                                                    |
| Resident Evil – Recollections                          | 2016  | Windows                               | -                                                                                    |
| Resident Evil – Ambassador Program                     | 2016  | Windows                               | -                                                                                    |
| Resident Evil: Crossfire                               | 2016  | Windows                               | -                                                                                    |
| Resident Evil: Mortal Night                            | 2016  | Windows                               | -                                                                                    |
| Resident Evil: Bakahaza                                | 2016  | Android, iPhone                       | -                                                                                    |
| Resident Evil: Umbrella Corps                          | 2016  | PlayStation 4                         | Windows                                                                              |
| Resident Evil – Lantern VR                             | 2016  | PlayStation 4                         | -                                                                                    |
| Resident Evil – Kitchen VR                             | 2016  | PlayStation 4                         | -                                                                                    |
| Resident Evil: Beginning Hours                         | 2016  | PlayStation 4                         | -                                                                                    |
| Resident Evil: Triple Pack                             | 2016  | PlayStation 4                         | -                                                                                    |
| Resident Evil 4 (Remaster)                             | 2016  | PlayStation 4, Xbox One               | -                                                                                    |
| Resident Evil 5 (Remaster)                             | 2016  | PlayStation 4, Xbox One               | -                                                                                    |
| Resident Evil 6 (Remaster)                             | 2016  | PlayStation 4, Xbox One               | -                                                                                    |
| Resident Evil 7: Biohazard                             | 2017  | PlayStation 4, Xbox One, Windows      | PlayStation 5, Xbox Series X                                                         |
| Resident Evil: Revelations (Remaster)                  | 2017  | PlayStation 4, Xbox One               | -                                                                                    |
| Resident Evil – Code: Veronica X (Remaster)            | 2017  | PlayStation 4                         | -                                                                                    |
| Resident Evil – Not a Hero                             | 2017  | PlayStation 4, Xbox One, Windows      | -                                                                                    |
| Resident Evil – End of Zoe                             | 2017  | PlayStation 4, Xbox One, Windows      | -                                                                                    |
| Resident Evil – Banned Footage: Vol. 1                 | 2017  | PlayStation 4, Xbox One, Windows      | -                                                                                    |
| Resident Evil – Banned Footage: Vol. 2                 | 2017  | PlayStation 4, Xbox One, Windows      | -                                                                                    |
| Resident Evil: Revelations 1 & 2 Bundle                | 2017  | PlayStation 4                         | -                                                                                    |
| Resident Evil 7: Biohazard – Gold Edition              | 2018  | PlayStation 4, Xbox One, Windows      | -                                                                                    |
| Resident Evil 2 (Remake)                               | 2019  | PlayStation 4, Xbox One, Windows      | PlayStation 5, Xbox Series X                                                         |
| Resident Evil 3: Nemesis (Remake)                      | 2020  | PlayStation 4, Xbox One, Windows      | PlayStation 5, Xbox Series X                                                         |
| Resident Evil – Project Resistance                     | 2020  | PlayStation 4                         | -                                                                                    |
| Resident Evil – Raccoon City Edition                   | 2020  | PlayStation 4                         | -                                                                                    |
| Resident Evil Collection                               | 2020  | PlayStation 4                         | -                                                                                    |
| Resident Evil – 25th Episode Selection                 | 2021  | PlayStation 4                         | -                                                                                    |
| Resident Evil: Fever Revelations                       | 2021  | játéktermi konzolgép                  | -                                                                                    |
| Resident Evil: Walkthrough the Fear                    | 2021  | játéktermi konzolgép                  | -                                                                                    |
| Resident Evil Village                                  | 2021  | PlayStation 5, Xbox Series X, Windows | -                                                                                    |
| Resident Evil – Dead by Daylight                       | 2021  | Windows                               | -                                                                                    |
| Resident Evil – Under the Umbrella                     | 2021  | Windows                               | -                                                                                    |
| Resident Evil – Zombie Studies                         | 2021  | Windows                               | -                                                                                    |
| Resident Evil: Escape for Halloween                    | 2021  | Windows                               | -                                                                                    |
| Resident Evil VR                                       | 2022  | Oculus Quest 2                        | -                                                                                    |
| Resident Evil: Pachi-Slot 2                            | 2022  | játéktermi konzolgép                  | -                                                                                    |
| Resident Evil – Shadows of Rose                        | 2022  | PlayStation 5, Xbox Series X, Windows | Switch, macOS                                                                        |
| Resident Evil – Re:Verse                               | 2022  | PlayStation 5, Xbox Series X, Windows | -                                                                                    |
| Resident Evil Village – Gold Edition                   | 2022  | PlayStation 5, Xbox Series X, Windows | -                                                                                    |
| Resident Evil 4 (Remake)                               | 2023  | PlayStation 5, Xbox Series X, Windows | -                                                                                    |
| Resident Evil – The Mercenaries                        | 2023  | PlayStation 5, Xbox Series X, Windows | -                                                                                    |
| Resident Evil – Raccoon City 25th Edition              | 2023  | PlayStation 5, Xbox Series X, Windows | -                                                                                    |
| Resident Evil – Separate Ways                          | 2024  | PlayStation 5, Xbox Series X, Windows | -                                                                                    |
| Resident Evil – The Remake Trilogy                     | 2024  | PlayStation 5, Xbox Series X, Windows | -                                                                                    |
| Resident Evil 4 – Gold Edition                         | 2024  | PlayStation 5, Xbox Series X, Windows | -                                                                                    |
| Resident Evil 5 (Remake)                               | 2025  | PlayStation 5, Xbox Series X, Windows | -                                                                                    |
| Resident Evil 6 (Remake)                               | 2026  | PlayStation 5, Xbox Series X, Windows | -                                                                                    |
| Resident Evil Apocalypse                               | -     | PlayStation 5, Xbox Series X, Windows | -                                                                                    |
| Resident Evil – Code: Veronica X (Remake)              | -     | PlayStation 5, Xbox Series X, Windows | -                                                                                    |
| Resident Evil: Revelations 3                           | -     | PlayStation 5, Xbox Series X, Windows | -                                                                                    |
| Resident Evil (HD Remake)                              | -     | PlayStation 5, Xbox Series X, Windows | -                                                                                    |
| Resident Evil 0 (HD Remake)                            | -     | PlayStation 5, Xbox Series X, Windows | -                                                                                    |
| Resident Evil Remix                                    | -     | -                                     | -                                                                                    |
| Resident Evil – Outrage                                | -     | -                                     | -                                                                                    |
| Resident Evil – During the Storm                       | -     | -                                     | -                                                                                    |
| Resident Evil – Creative Assembly                      | -     | -                                     | -                                                                                    |
| Resident Evil: Bio Terror                              | -     | -                                     | -                                                                                    |
| Resident Evil: Survivor VR                             | -     | -                                     | -                                                                                    |
| Resident Evil – Dash                                   | -     | -                                     | -                                                                                    |
| Resident Evil: City of the Dead                        | -     | -                                     | -                                                                                    |
| Resident Evil: Hallucination                           | -     | -                                     | -                                                                                    |
| Resident Evil: The Spencer Castle                      | -     | -                                     | -                                                                                    |
| Resident Evil – Outbreak (Remaster)                    | -     | -                                     | -                                                                                    |
| Resident Evil – Outbreak: File #2 (Remaster)           | -     | -                                     | -                                                                                    |
| Resident Evil – Outbreak: File #3                      | -     | -                                     | -                                                                                    |
| Resident Evil (Reboot)                                 | -     | -                                     | -                                                                                    |

## Képregények
Hivatalos képregények:
- Resident Evil (1996) – Resident Evil (és Resident Evil 0 eseményei)

Kiadó: Marvel Comics
- Resident Evil: The Official Comic Magazine (1998) – Resident Evil 2 (kiegészítésekkel)

Kiadó: WildStorm és Image Comics
- Resident Evil: Fire & Ice (2000–2009)

Kiadó: WildStorm
- Resident Evil: Nemesis (2009) – Resident Evil 3: Nemesis

Kiadó: WildStorm
- Resident Evil: Code Veronica (2009) – Resident Evil: Code Veronica

Kiadó: WildStorm

## Könyvek
Kiadott könyvek:
- Resident Evil: The Umbrella Conspiracy (1998) – Resident Evil

Magyarországon: A borzalmak kastélya (2002)
- Resident Evil: Caliban Cove (1998)

Magyarországon: Az iszonyat foka (2003)
- Resident Evil: City of the Dead (1999) – Resident Evil 2

Magyarországon: A holtak városa (2006)
- Resident Evil: Underworld (1999)

Magyarországon: -
- Resident Evil: Nemesis (2000) – Resident Evil 3: Nemesis

Magyarországon: -
- Resident Evil: Code Veronica (2001) – Resident Evil: Code Veronica

Magyarországon: -
- Resident Evil: Zero Hour (2004) – Resident Evil 0

Magyarországon: -

## Mozifilmek
Animációs filmek:
- Resident Evil: Executer (2000)

Magyarországon: Kivégzés
- Resident Evil: Degeneration (2008)

Magyarországon: Bioterror
- Resident Evil: Damnation (2012)

Magyarországon: Kárhozat
- Resident Evil: Vendetta[9] (2017)

Magyarországon: Vérbosszú
- Resident Evil: Death Island (2023)

Magyarországon: Halálsziget
Élőszereplős filmek:
- Resident Evil: The Hive (2002)

Magyarországon: A Kaptár
- Resident Evil: Apocalypse (2004)

Magyarországon: Apokalipszis
- Resident Evil: Extinction (2007)

Magyarországon: Teljes pusztulás
- Resident Evil: Afterlife (2010)

Magyarországon: Túlvilág
- Resident Evil: Retribution (2012)

Magyarországon: Megtorlás
- Resident Evil: The Final Chapter[10] (2017)

Magyarországon: Utolsó fejezet
Élőszereplős reboot:
- Resident Evil – Welcome to Raccoon City[11][12] (2020)

Magyarországon: Raccoon City visszavár
- Resident Evil – Code: Veronica[13] (2025)

Magyarországon:

## Tévésorozat
Amikor James Reinhardt nyomozó belerohan néhány nagyon különös gyilkosságba, rájön, hogy a város egy sötét összeesküvést rejteget. Mire kideríti, hogy egy végezetes vírus áll a dolgok középpontjában az már őt is megfertőzi. Mivel az idő már nem neki kedvez, kénytelen lesz megoldani az ügyet, hogy megmenthesse saját életét. A sorozat a Netflix gondozásában készül.

## Szereplők
Az E3 2017-es rendezvénye során kitudódott, hogy a játék második részének remake változatában nem az eredeti verzióból ismert szinkronszínészek fogják adni a karakterek hangjait, többek közt az amerikai színészszakszervezeti sztrájkok okán.